# 離珠二
天鷹座71，又名BD-01 4016，HD 196574、SAO 144649、HR 7884，是天鷹座的一颗恒星，视星等为4.32，位于銀經44.81，銀緯-24.14，其B1900.0坐标为赤經20h 33m 10.4s，赤緯-1° -24.14′ 17″。